# Dumpert
Dumpert is een mediawebsite en mobiele app van Mediahuis Nederland. Gebruikers (reaguurders) kunnen hier filmpjes en foto's uploaden en hier een waardering aan geven door middel van 'kudos'. Aan de hand van de hoeveelheid kudos wordt dagelijks een top vijf samengesteld met populairste items. Gebruikers kunnen ook reacties (reaguursels) plaatsen. Ook wordt er materiaal geplaatst waarop deelnemers zichzelf laten zien (of een persiflage op de zogenaamde "reaguurders"). Het komt regelmatig voor dat een filmpje opnieuw wordt geplaatst. Vaak gaat dit gepaard met het nodige commentaar.
Het eerste filmpje op Dumpert werd geüpload op 20 maart 2006 en gaat over happy slapping. In die tijd werd de website vooral gebruikt als bijlage voor blogposts voor GeenStijl.
Sinds eind 2011 heeft Dumpert een app die inmiddels meer dan een miljoen keer is gedownload.

## DumpertReeten
DumpertReeten is een wekelijkse internetserie waarin filmpjes die eerder op Dumpert zijn verschenen worden becommentarieerd door medewerkers René van Leeuwen, Gina July en een wekelijkse gast. Matthijs van den Beukel alias Johnny Quid verscheen voor het eerst in aflevering 10, ter vervanging van Maxim Hartman. Na aflevering 100 nam hij afscheid van de show. Bij DumpertReeten worden 0 tot 5 reeten toegekend aan een filmpje. Ook is er een vaste reaguurdersronde in DumpertReeten. Soms wordt gebruik gemaakt van gastpresentatoren. Op 11 april 2014 kwam de eerste aflevering online met Maxim Hartman en René van Leeuwen waarin ze het concept toelichten en, vanzelfsprekend, video's reeten. Op 19 april 2017 kwam de 100ste aflevering online en werd de show lange tijd niet meer uitgezonden. In oktober kwam de show terug met een 101ste aflevering. Sindsdien doen Sylvana en Nick mee. De afleveringen van DumpertReeten worden gemiddeld zo'n 500.000 keer bekeken. Op 13 november 2019 verscheen de 200ste aflevering, op 3 februari 2021 de 250e, de (voorlopig) laatste aflevering, met gastpresentator Jochem Myjer. Op 1 september 2021 kwam de serie echter terug.

## Auteursrechten en werkwijze
Dumpert bevatte op 16 november 2021 ruim 182.000 filmpjes en afbeeldingen, waarvan ongeveer 1200 items zelfgeproduceerde content is uit de naam 'DumpertTV'. Bezoekers kunnen de redactie tippen en linkjes insturen. De redactie van Dumpert kiest vervolgens uit of het op de site gepubliceerd wordt of niet. De redactie kan externe bronnen zoals YouTube, Instagram en Twitter insluiten op de website. Daarnaast plaatst het de ingestuurde uploads, de zogenaamde user-generated content, in een eigen player. Bij het uploaden daarvan gaat de gebruiker akkoord met het plaatsen van hun video of afbeelding op de website.

## Dumpert Filmt Je Werkplek
Dumpert Filmt Je Werkplek is een serie waarbij bedrijven en instellingen de presentator René van Leeuwen een dagje laten meelopen met mensen die aan het werk zijn. Zo waren onder andere Tata Steel, de politie, de brandweer, een luchtverkeersleider en een vuilnisdienst al te zien in deze serie.

## Publicaties over Dumpert
- Lectuur voor Reaguurders, René van Leeuwen, 2019. Jalapeño Books.